# (12664) Sonisenia
(12664) Sonisenia es un asteroide perteneciente al cinturón de asteroides, descubierto el 27 de septiembre de 1978 por la astrónoma soviética Liudmila Chernyj desde el Observatorio Astrofísico de Crimea.

## Designación y nombre
Designado provisionalmente como 1978 SS5. Fue nombrado Sonisenia en homenaje a Sonya y Senya, hijos de Mark Ziselevich Orlovski, periodista en Kiev e íntimo amigo de la descubridora.